# اد ویکز
اد ویکز (انگلیسی: Ed Weeks؛ زادهٔ ۲۵ اکتبر ۱۹۸۰) بازیگر اهل بریتانیا است. وی از سال ۲۰۰۲ میلادی تاکنون مشغول فعالیت بوده است.
از فیلم‌ها یا برنامه‌های تلویزیونی که وی در آن نقش داشته است می‌توان به عشق سیلوی اشاره کرد.